# Liste des ambassadeurs de France en Belgique
L’ambassadeur de France en Belgique est le représentant légal le plus important de France auprès du gouvernement belge. L'ambassade se trouve à Bruxelles.

## Ambassadeurs successifs

### Titre de ministre (1831-1906)
| Début             | Fin               | Ministre                                | Note |
| ----------------- | ----------------- | --------------------------------------- | --- |
| 4 mars 1831       | 30 juillet 1832   | Augustin Belliard                       | Général et comte. Mort en fonctions.                                                                             |
| 30 juillet 1832   | 17 novembre 1836  | Septime de Faÿ de La Tour-Maubourg      | Comte. |
| 18 novembre 1836  | 24 juin 1840      | Louis Serurier                          | Neveu du Maréchal d'Empire, 1775-1860. Il fut aussi ambassadeur aux États-Unis de 1811 à 1815 et de 1830 à 1835. |
| 29 août 1840      | 28 mai 1848       | Marie-Hippolyte de Rumigny              | Titre d'ambassadeur                                                                                              |
| 29 mai 1848       | 10 juillet 1848   | Gabriel Bellocq                         | |
| 12 juillet 1848   | 26 janvier 1852   | Théodore Quinette                       | |
| 26 janvier 1852   | 2 janvier 1853    | Napoléon Maret duc de Bassano           | |
| 3 janvier 1853    | 22 juin 1853      | Charles Adrien His de Butenval          | |
| 24 juin 1853      | 26 août 1858      | Adolphe Barrot                          | |
| 24 août 1858      | 21 juin 1861      | Gustave de Monttessuy                   | Comte. |
| 22 juin 1861      | 19 octobre 1862   | Charles de Talleyrand-Périgord          | Baron. |
| 20 octobre 1862   | 13 octobre 1863   | Paul de Malaret                         | Baron. |
| 13 octobre 1863   | 19 juin 1864      | Théophile de Ferrière-le-Vayer          | Marquis. Mort en fonctions.                                                                                      |
| 28 juin 1864      | 1er août 1868     | René de Pechpeyrou-Comminges de Guitaut | Comte. |
| 18 août 1868      | 16 juin 1870      | Arthur de La Guéronnière                | Vicomte de La Guéronnière                                                                                        |
| 16 juin 1870      | 16 septembre 1870 | Paul de Laboulaye                       | Chargé d'affaires, premier secrétaire de Légation.                                                               |
| 18 septembre 1870 | 10 novembre 1871  | Albert Tachard                          | |
| 10 novembre 1871  | juin 1873         | Ernest Picard                           | |
| 9 juin 1873       | 24 octobre 1876   | Georges Napoléon Baude                  | |
| 24 octobre 1876   | 20 mars 1878      | Joseph de Gabriac                       | Marquis de Gabriac                                                                                               |
| 26 mars 1878      | 26 avril 1880     | Tanneguy Duchâtel                       | Comte |
| 8 mai 1880        | 4 février 1882    | Albert Decrais                          | |
| 10 février 1882   | 21 juillet 1886   | Gustave Lannes de Montebello            | |
| 26 juillet 1886   | décembre 1894     | Albert Bourée                           | |
| 20 décembre 1894  | 29 décembre 1897  | Tristan de Montholon                    | |
| 29 décembre 1897  | octobre 1906      | Auguste Gérard                          | |

### Titre d'ambassadeur (depuis 1906)
| Début             | Fin               | Ambassadeur                      | Note                                 |
| ----------------- | ----------------- | -------------------------------- | ------------------------------------ |
| 12 octobre 1906   | 11 août 1908      | Olivier d'Ormesson               | Comte d’Ormesson                     |
| 24 juin 1908      | mai 1911          | Paul Beau                        |                                      |
| 1er juin 1911     | 27 mai 1918       | Antony Wladislas Klobukowski     |                                      |
| 28 août 1918      | janvier 1919      | Albert Defrance                  |                                      |
| janvier 1919      | 13 novembre 1922  | Pierre de Margerie               |                                      |
| novembre 1922     | 4 novembre 1929   | Maurice Herbette                 | Mort en fonctions                    |
| décembre 1929     | juin 1931         | Emmanuel de Peretti de La Rocca  |                                      |
| 27 juin 1931      | mars 1933         | Charles Corbin                   |                                      |
| 8 mars 1933       | 4 juin 1935       | Paul Claudel                     |                                      |
| juin 1935         | octobre 1937      | Jules Laroche                    |                                      |
| octobre 1937      | 3 juillet 1940    | Paul Bargeton                    | Mis en disponibilité.                |
| 1942              | 1944              | Jean-Claude Paris                | Délégué du Comité national français. |
| 4 octobre 1944    | 15 décembre 1947  | Raymond Brugère                  |                                      |
| 16 décembre 1947  | 24 décembre 1951  | Jean de Hauteclocque             | Comte                                |
| 13 mai 1952       | 1956              | Jean Rivière                     |                                      |
| 7 juillet 1956    | 1962              | Raymond Bousquet                 |                                      |
| 15 mars 1962      | 1963              | Francis Lacoste                  |                                      |
| 18 novembre 1963  | 1965              | Henry Spitzmuller                |                                      |
| 29 septembre 1965 | 1970              | Étienne de Crouy-Chanel          |                                      |
| 6 avril 1970      | 1973              | Gontran Begougne de Juniac       |                                      |
| 25 juillet 1973   | 1980              | Francis Huré                     |                                      |
| 19 février 1980   | 1983              | Roger Vaurs                      |                                      |
| 25 février 1983   | mars 1986         | Jacques Thibau                   |                                      |
| 11 mars 1986      | novembre 1986     | Jean Audibert                    |                                      |
| 12 novembre 1986  | avril 1988        | Jacques Lecompt                  |                                      |
| 7 avril 1988      | juillet 1991      | Xavier Marie du Cauzé de Nazelle | Comte                                |
| 9 octobre 1991    | 15 septembre 1993 | Alain Pierret                    |                                      |
| 15 septembre 1993 | janvier 1998      | Jacques Bernière                 |                                      |
| février 1998      | décembre 2002     | Jacques Rummelhardt              |                                      |
| 22 janvier 2003   | mai 2007          | Joëlle Bourgois                  |                                      |
| 18 juin 2007      | août 2009         | Dominique Boché                  |                                      |
| 24 septembre 2009 | octobre 2012      | Michèle Boccoz                   |                                      |
| 17 octobre 2012   | 30 septembre 2015 | Bernard Valero                   |                                      |
| 1er octobre 2015  | 22 juillet 2019   | Claude-France Arnould            |                                      |
| 25 septembre 2019 | 7 novembre 2021   | Hélène Farnaud-Defromont         |                                      |
| 4 novembre 2021   | mai 2024          | François Sénémaud                |                                      |
| 29 mai 2024       |                   | Xavier Lapeyre de Cabanes        |                                      |

## Sources